# Rudolf von Fulda
Rudolf von Fulda (* vor 800; † 8. März 865 in Fulda) war ein Geschichtsschreiber und Theologe. 

## Biografie
Er war seit 812 in der Kanzlei des Klosters Fulda tätig und betreute zunächst dessen Urkunden. Dabei verunechtete er mehrere dieser Dokumente, was dem dauerhaften Erhalt der bedeutenden Stätte dienen sollte. Um 822 wurde er von Abt Hrabanus Maurus zum Subdiakon sowie zum Leiter der Klosterschule ernannt und genoss in dieser Funktion hohes Ansehen seiner Schüler. 827 wurde er zum Priester geweiht. 847 folgte er dem zum Erzbischof von Mainz ernannten Abt an dessen neuen Amtssitz, kehrte aber bereits kurze Zeit später ans Kloster zurück. Dort war er offenbar auch als Maler und Dichter tätig.

## Werke
Umstritten ist sein Anteil an den Annales Fuldenses antiquissimi, vermutlich hat er aber den Abschnitt von 838–863 verfasst oder zumindest die Oberaufsicht geführt.
- 836/838: Vita Leobae abbatissae Biscofesheimensis, die Lebensbeschreibung der heiligen Lioba von Tauberbischofsheim.
- ca. 842–847: Miracula sanctorum ecclesias Fuldensium translatorum. Vita Hrabani. Dieses Werk schildert den Erwerb verschiedener Reliquien für das Fuldaer Kloster durch Hrabanus Maurus und Rudolf selbst.
- 863–865: Einleitung der Translatio Sancti Alexandri. Der von dem Mönch Meginhard verfasste Hauptteil schildert die Überführung der Gebeine des Märtyrers Alexander von Rom nach Wildeshausen durch Waltbraht, einen Enkel Herzog Widukinds. Von Rudolf stammt die Einleitung (Kap. 1–3), in der er ausführliche Bemerkungen zur Herkunft und zur Lebensweise der heidnischen Sachsen sowie zu den Sachsenkriegen macht. Der Darstellung der sächsischen Lebensweise (Kap. 2–3) liegen die entsprechenden Aussagen in der Germania des römischen Historikers Tacitus zugrunde, die Rudolf in großem Umfang wörtlich übernahm. Es handelt sich dabei um die einzige ausführliche Benutzung der Germania des Tacitus in der mittelalterlichen Literatur.
- Außerdem hat Rudolf den Bericht über die Sachsenkriege aus Einhards „Vita Karoli Magni“ inseriert (Kap. 3). Wichtige und nur hier überlieferte Informationen bietet Rudolfs Bemerkung zur Irminsul, dem sächsischen Hauptheiligtum (Kap. 3).